# Albert Speer
Albert Speer (n. Berthold Konrad Hermann Albert Speer; n. 19 martie 1905, Mannheim, Imperiul German – d. 1 septembrie 1981, Londra, Anglia, Regatul Unit) a fost un arhitect german care a îndeplinit, pentru o parte a celui de-al Doilea Război  Mondial, funcția de ministru al înarmării și producției de război în cel de-al Treilea Reich. Speer a fost arhitectul preferat al lui Adolf Hitler, care l-a folosit apoi în posturi ministeriale. La procesul de la Nürnberg, cât și în memoriile sale, el și-a asumat responsabilitatea pentru crimele regimului nazist. Nivelul său de implicare în persecutarea evreilor și nivelul său de cunoaștere a Holocaustului continuă să rămână o problemă neelucidată.
Speer s-a înscris în Partidul Nazist în anul 1931. El excela în profesiunea sa, făcându-se din ce în ce mai cunoscut în cadrul partidului; în cele din urmă a devenit un membru al cercului restrâns al colaboratorilor lui Hitler. Hitler l-a recomandat pentru a proiecta și construi o serie de clădiri, inclusiv Cancelaria Reichului și stadionul din Nürnberg unde aveau loc congresele partidului. Speer a făcut, de asemenea, planuri de a moderniza Berlinul, cu clădiri imense, bulevarde largi și un sistem de transport public reorganizat.
Cu Hitler, Speer a avut atât de mult succes încât producția de război a Germaniei a continuat să crească, în ciuda masivelor și devastatoarelor bombardamente inamice. După război, el a fost judecat la Nürnberg și condamnat la 20 de ani de închisoare pentru rolul său în regimul nazist, în principal pentru utilizarea muncii forțate. El și-a ispășit complet pedeapsa, în cea mai mare parte la închisoarea Spandau din Berlinul de Vest.
După eliberarea sa de la Spandau în 1966, Speer a publicat două lucrări autobiografice de mare succes, Erinnerungen („Amintiri”) și Spandauer Tagebücher („Jurnalul de la Spandau”), conținând detalierea vieții lui personale - relația sa foarte strânsă cu Adolf Hitler - și oferind cititorilor și istoricilor o perspectivă unică asupra funcționării regimului nazist. O a treia carte, scrisă mai târziu, trata subiectul poliției politice naziste SS: Der Sklavenstaat. Meine Auseinandersetzungen mit der SS („Statul sclavagist: Controversele mele cu SS-ul”). Albert Speer a murit de cauze naturale în 1981, în timpul unei vizite la Londra.

## Tinerețea
Speer s-a născut în Mannheim, într-o familie din clasa socială de mijloc, dar destul de înstărită. El a fost al doilea dintre cei trei fii ai lui Albert Speer și Luise. În 1918, familia s-a mutat definitiv la casa lor de vară, Schloss-Wolfsbrunnenweg, în Heidelberg. Conform lui Henry T. King, procurorul adjunct de la Nürnberg, care mai târziu a scris o carte despre Speer, ,,Dragostea și căldura au lipsit din copilăria lui Speer”, Speer a vrut să devină matematician, dar tatăl său a spus că dacă Speer ar alege această ocupație, ar ,,duce o viața        fără bani, fără o slujbă sigură și fără  viitor”. În consecință Speer a călcat pe urmele tatălui său și a bunicului său și a studiat arhitectura.
Speer și-a început studiile de arhitectură la Universitatea din Karlsruhe, și nu la o instituție mai apreciată, deoarece hiperinflația din 1923 limitase veniturile părinților săi. În 1924, după depășirea crizei, s-a transferat la Universitatea Tehnică München. În 1925 s-a transferat din nou, de data aceasta la Universitatea Tehnică din Berlin, unde a studiat cu Heinrich Tessenow, pe care Speer l-a admirat foarte mult. După ce a trecut examenele din 1927, Speer a devenit asistentul lui Tessenow, o onoare deosebită  pentru un tânăr de numai 22 de ani. Ca atare, Speer a predat la unele din clasele lui Tessenow, continuând în același timp studiile postuniversitare. În München, și mai apoi în Berlin, Speer s-a împrietenit foarte strâns cu Rudolf Wolters, care, de asemenea, studiase cu Tessenow: o prietenie care a durat 50 de ani. La mijlocul anilor 1920, Speer a început să facă curte Margaretei (Margret) Weber (1905-1987). Relația a fost dezaprobată de mama fetei, care era conștientă că erau inferiori ca și clasă socială. În ciuda acestei opoziții, cei doi s-au căsătorit la Berlin la 28 august 1928. Margarete Speer și-a vizitat acasă socrii doar după șapte ani.  Cei doi au avut șase copii, patru băieți și două fete: Albert, Arnold, Ernst, Fritz, Hilde, Margret.

## Asocierea cu naziștii
Speer a declarat că a fost apolitic pe când era tânăr, și că ar fi participat la un miting nazist la Berlin, în decembrie 1930, la insistențele unora dintre elevii săi. El a fost surprins când l-a văzut pe Hitler îmbrăcat într-un costum albastru, și nu în uniforma maro în care acesta apărea în afișele naziste. A fost foarte impresionat nu numai de ideile lui Hitler, dar și de omul în sine. După câteva săptămâni a participat la un alt miting, acesta fiind prezidat de Joseph Goebbels. Speer a fost deranjat de modul în care Goebbels a dus mulțimea la frenezie. În ciuda acestei impresii negative, impresia despre Hitler a persistat. La 1 martie 1931, el s-a înscris în Partidul Nazist, cu numărul de carnet 474.481. Prima slujbă ca și nazist a lui Speer a fost ca șef al Corpului de Transport nazist într-o suburbie a Berlinului, Wannsee, el fiind singurul nazist din cartier care avea mașină personală. Speer a răspuns și la cererea liderului Partidului Nazist al districtului berlinez Westend, Karl Hanke, care îl rugase să-i redecoreze, fără plată, o vilă pe care o închiriase. Hanke a fost entuziasmat de rezultat. În 1931 Speer și-a dat demisia ca asistent al lui Tessenow din cauza unei reduceri de salariu și s-a mutat la Mannheim, în speranța de a folosi cunoștințele/relațiile tatălui său pentru a obține contracte. El nu a avut succes, dar tatăl său i-a dat un loc de muncă ca director la  o filială a firmei Speer. În iulie 1932, Speer a vizitat Berlinul pentru a ajuta Partidul înainte de alegerile pentru Reichstag. Acolo, Hanke l-a recomandat lui Goebbels pentru renovarea sediului partidului din Berlin. Speer, care era pe cale să plece cu soția sa pentru o vacanță în Prusia orientală, a acceptat această însărcinare.

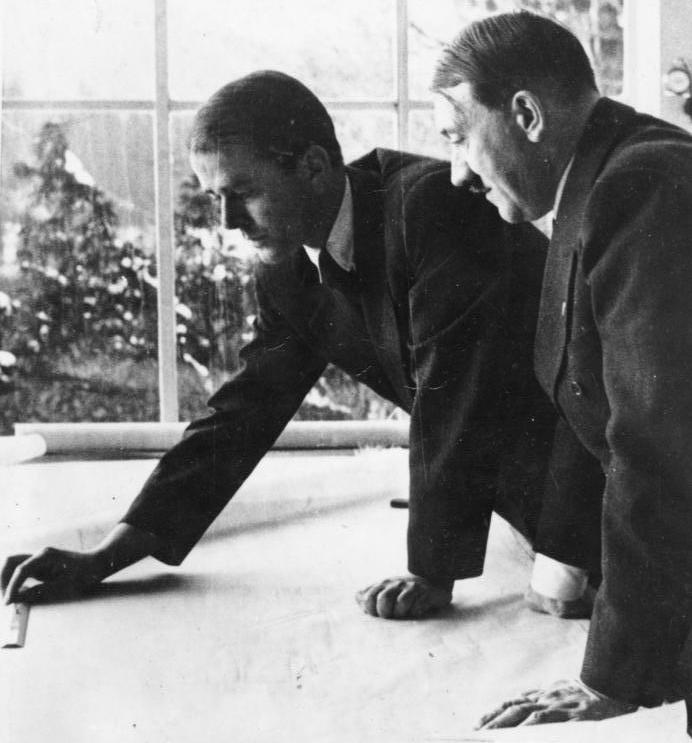
Speer și Hitler examinează un plan arhitectural

După terminarea ei, Speer a revenit la Mannheim. Acolo locuia când Hitler a preluat mandatul în ianuarie 1933. Organizatorii mitingului desfășurat cu ocazia Congresului partidului nazist din 1933, de la Nürnberg, i-au cerut lui Speer să prezinte modele pentru evoluția și regizarea  mitingurilor, aducându-l pentru prima dată în contact cu Hitler. Nici organizatorii și nici Rudolf Hess nu au fost dispuși să decidă dacă să aprobe sau nu planurile, și Hess l-a trimis pe Speer la München, la apartamentul personal al lui Hitler, pentru a cere aprobarea lui. Când Speer a intrat, noul cancelar era ocupat cu curățarea unui pistol, pe care l-a pus deoparte pentru a arunca, interesat, o privire la planurile lui Speer; le-a aprobat fără să se uite la el. Acest lucru a făcut ca Speer să câștige primul post, la nivel național, drept „Comisar pentru prezentarea artistică și tehnică pentru proiecte de demonstrații” a partidului nazist.
Cei doi bărbați au găsit multe lucruri în comun: Hitler a vorbit despre Speer ca de un „spirit înrudit", pentru care el a menținut întotdeauna ,,cele mai calde sentimente umane". Tânărul arhitect ambițios a fost orbit de ascensiunea sa rapidă și căldura lui Hitler, care i-a promis un potop de comisioane din partea guvernului și de la cele mai înalte nivele ale partidului. Speer a mărturisit că la Nürnberg „am aparținut unui cerc care a constat din alți artiști și din prietenii lui apropiați. Dacă Hitler ar fi avut prieteni, eu aș fi fost printre cei mai apropiați.”.

## Prim arhitect

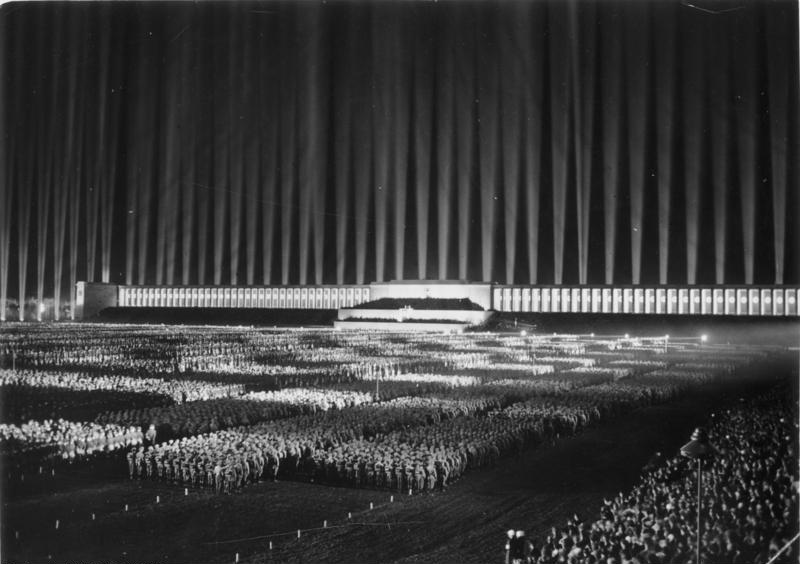
Mitingul partidului nazist, Nürnberg

Speer înlocuiește pe arhitectul-șef al partidului, Paul Ludwig Troost, când acesta moare pe 21 ianuarie 1934. Hitler l-a numit pe Speer șef al Oficiului pentru construcții, care l-a plasat nominal printre personalul lui Hess. 
Una dintre primele însărcinări ale lui Speer, după moartea lui Troost, a fost stadionul Zeppelinfeld, terenurile de paradă de la Nürnberg, văzut în capodopera de propagandă a Elenei Riefenstahl ,,Triumful voinței”.
Nürnberg fusese ales ca sediu al mai multor clădiri oficiale naziste, dintre care majoritatea nu au fost niciodată construite, de exemplu, „Stadionul german”, cu o capacitate de 400.000 de spectatori, în timp ce un loc pentru adunări populare chiar și mai mare ar fi găzduit o jumătate de milion de naziști. În timp ce se planificau aceste structuri faraonice, Speer a inventat conceptul de „valoare a ruinelor”: clădiri care ar trebui construite în așa fel încât ruinele să arate bine după mii de ani. Ele ar fi o dovadă a măreției celui de-al treilea Reich, la fel cum ruinele antice grecești sau romane au fost simboluri ale măreției acelor civilizații. Hitler a îmbrățișat cu entuziasm acest concept, și a ordonat ca toate clădirile Reich importante să fie construite în acord cu ea.
Speer nu a putut evita contactul cu brutalitatea excesivă a regimului nazist. La scurt timp după Noaptea cuțitelor lungi, Hitler i-a ordonat lui Speer să ia muncitori și să se ducă la birourile vice-cancelarului Franz von Papen, pentru a începe transformarea lor într-un sediu de securitate, chiar dacă erau încă ocupate de către oficialii lui von Papen.
Când Hitler a respins planul lui Werner March pentru Stadionul Olimpic pentru Jocurile Olimpice de vară din 1936 ca fiind prea modern, Speer a modificat planurile prin adăugarea unui exterior de piatră. Speer a proiectat și Pavilionul german pentru Expoziția Internațională din 1937 de la Paris. Pavilioanele german și sovietic fuseseră alocate față în față de către organizatori. Aflând, dintr-o sursă ocultă, că proiectul sovietic includea două statui colosale, aproape că atingând lotul german, Speer a modificat proiectul, astfel încât să includă o masă cubică cu un vultur uriaș în partea de sus, uitându-se în jos la statuile sovietice. Ambele pavilioane au fost premiate cu medalii de aur.

## Ministru al Armamentului

### Numirea ca Ministru al Armamentului
Pe 8 februarie 1942, ministrul arsenalului, Fritz Todt, a murit într-un accident de avion, la scurt timp de la decolarea de la cartierul general al lui Hitler de la Rastenburg. Speer, care ajunsese în ajun la Rastenburg, acceptase inițial oferta lui Todt de a călători împreună cu acesta la Berlin cu avionul, dar a refuzat-o cu câteva ore înainte de decolare (Speer declară în memoriile sale că anularea călătoriei cu Todt s-ar fi datorat epuizării provocate de călătorie și de întâlnirea prelungită în noaptea precedenta   cu Hitler). Mai târziu, în aceeași zi, Hitler l-a numit pe Speer ca succesor al lui Todt în toate funcțiile acestuia. În cartea „În interiorul celui de-al treilea Reich”, Speer își amintește de întâlnirea cu Hitler și reținerea pe care a avut-o de a prelua portofoliul ministerial; el arată ca ar fi acceptat-o din ordinul lui Hitler. Speer afirmă de asemenea că Herman Goering a mers în grabă la cartierul general al lui Hitler în legătură cu audierea cu privire la moartea lui Todt, sperând să primească puterile pe care le deținuse Todt. Hitler l-a pus pe Goering în fața faptului împlinit. Dezamăgit, Goering a plecat, fără ca măcar să asiste la funeraliile lui Todt.

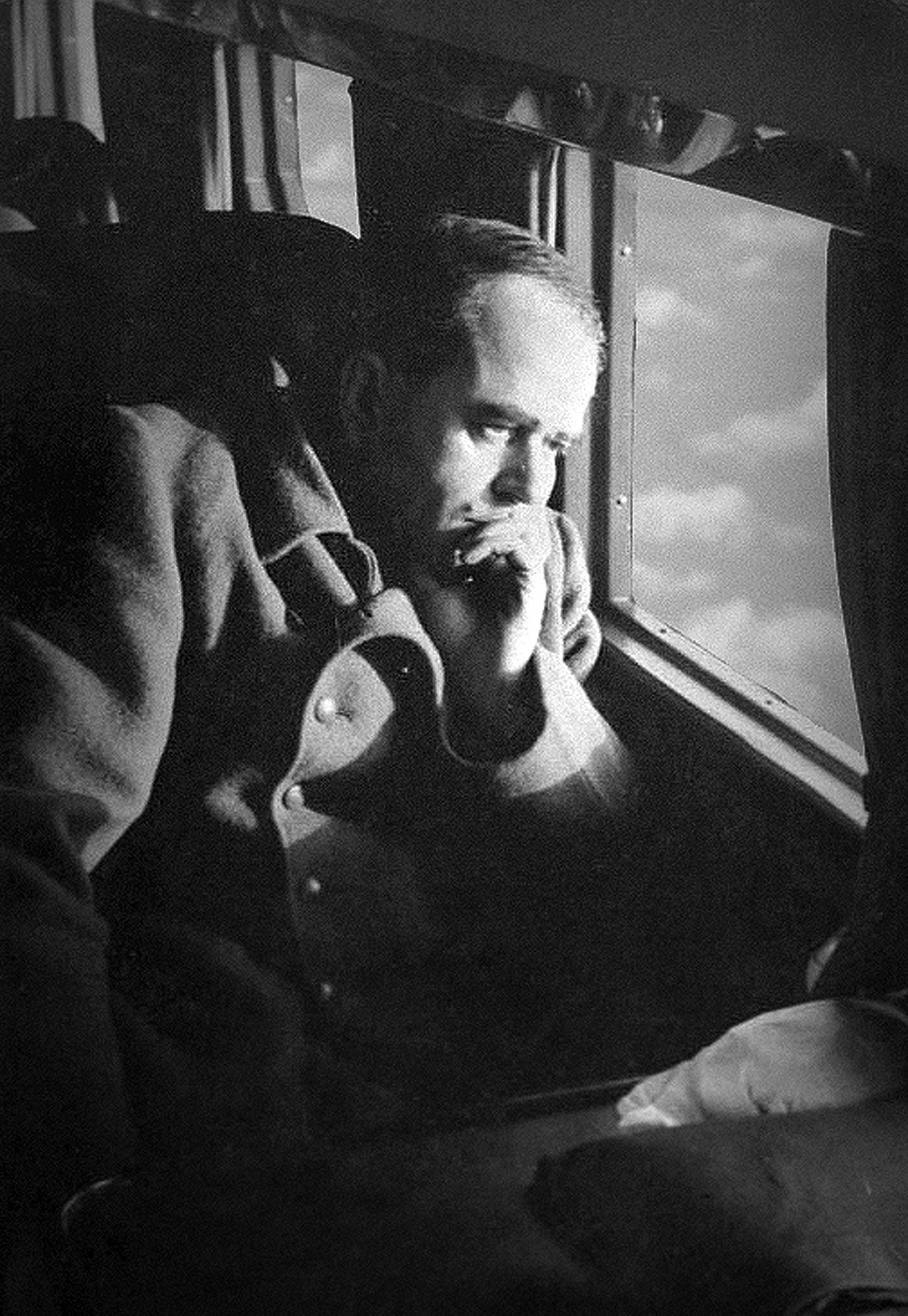
Speer în avion

În perioada ascensiunii lui Speer la minister, economia germană, spre deosebire de cea britanică, nu era complet pregătită pentru producția de război. Se mai produceau încă bunuri pentru populație aproape la același nivel ca pe timp de pace. Cel mult cinci Autorități Supreme aveau atribuții cu privire la producția de armament – dintre care Ministerul Afacerilor Economice a declarat în noiembrie 1941 că condițiile nu permiteau creșterea producției de armament. Femeile erau angajate în număr mic, în fabrici în care se lucra doar un singur schimb. Cu o seară înaintea numirii sale Speer a vizitat o fabrică de armament din Berlin și a găsit-o necorespunzător pregătită pentru război: el venise noaptea și nu era nimeni în fabrică.

### Ministru al Armamentului
Speer s-a implicat în transformarea economiei germane într-o economie de război. Fabricile au primit autonomie sau, potrivit lui Speer, „au fost responsabilizate”; fiecare fabrică s-a concentrat asupra unui singur tip de produs. Bazându-se pe sprijinul foarte puternic al lui Hitler (dictatorul spunea: „Speer, voi semna orice document care vine de la tine”) el a creat diviziuni ale arsenalului conform sistemului de armament, cu experți în locul civililor supraveghind fiecare departament. Nici un șef de departament nu putea fi mai în vârstă de 55 – oricine peste această vârstă fiind susceptibil de rutină și de aroganță - și nici un adjunct mai în vârstă de 40 de ani. Peste aceste departamente exista un comitet de planificare centralizată condus de însuși Speer care și-a asumat o responsabilitate sporită asupra producției de război și, cu timpul, asupra întregii economii germane. Conform documentelor de la conferințele Înaltului Comandament al Forțelor armate (Wehrmacht) din martie 1942, ,,În zilele noastre contează doar cuvântul lui Speer, el se poate amesteca în toate departamentele. Deja el stăpânește toate departamentele… Pe ansamblu atitudinea lui Speer este precisă”. Goebbels scria în jurnalul său în iunie 1943, „Speer este la același nivel cu Führerul. Este cu adevărat un geniu al organizării”. Speer a avut atât de mare succes în poziția ocupată la sfârșitul lui 1943 încât era larg recunoscut de către elitele partidului Național-Socialist ca un posibil succesor al lui Hitler.
Pe toată perioada când Speer deținea acea putere uriașă, el era, desigur, subordonat al lui Hitler. Oficialii naziști veneau în preajma lui Speer căutând ordine direct de la dictator. Când Speer a ordonat suspendarea lucrului la construcțiile civile, gauleiterii (conducătorii de districte teritoriale ai partidului nazist) au obținut mai multă libertate pentru proiectele lor. Când Speer a încercat numirea lui Karl Hanke ca „țar” al muncii pentru a optimiza forța de muncă germană, Hitler, sub influența lui Martin Bormann l-a numit în schimb pe Fritz Sauckel. Sauckel a optat pentru aducerea forței de muncă din națiunile ocupate în locul utilizării crescânde a femeilor ca forță de muncă; în fabricile de armament a lui Speer a crescut astfel randamentul - prin cele mai brutale metode.
Pe 10 decembrie 1943 Speer a vizitat fabrica subterană Mittelwerk unde se produceau rachete V-2 situată într-un lagăr de concentrare de muncă: Șocat de condițiile de muncă de acolo (5,7% din forța de muncă murise în acea lună) și pentru a se asigura că muncitorii erau apți pentru a efectua munca, Speer a ordonat îmbunătățirea condițiilor pentru muncitori și construirea taberei supraterane Dora. În ciuda acestor schimbări, jumătate din muncitorii de la Mittelwerk au murit. Speer ulterior a comentat: „condițiile de muncă și viață ale acestor prizonieri erau de fapt barbare și o implicare morală profundă și o vină personală mă apasă de câte ori mă gândesc la aceasta”.

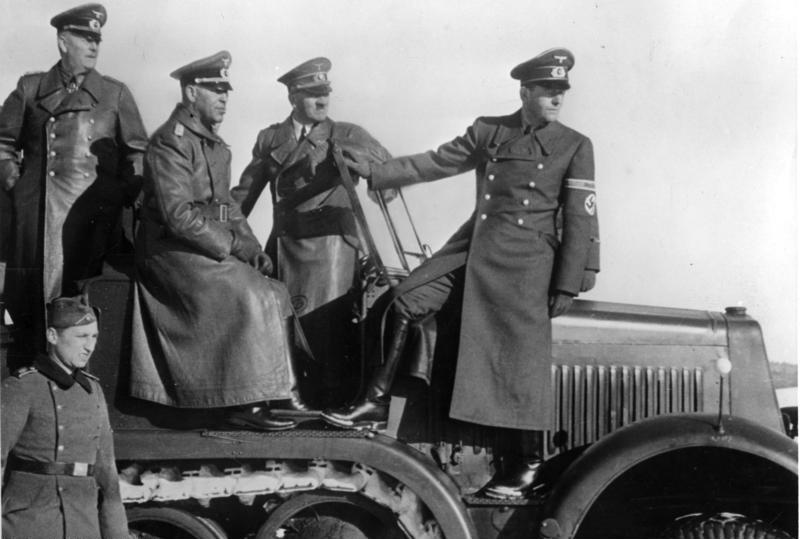
Speer cu Hitler și cu mareșalul de câmp Wilhelm Keitel

În 1943 Aliații au dobândit superioritatea aeriană asupra Germaniei, bombardarea orașelor și a industriei germane intrând în ordinea de zi cu zi a Germaniei naziste. In campaniile lor de bombardamente strategice, aliații nu s-au concentrat pe bombardarea industriei, iar Speer, cu abilitatea lui de a improviza, a fost capabil să compenseze pierderile cauzate de către bombardamente. Cu toate aceste pierderi, producția germană de tancuri a crescut cu mai mult de dublu iar producția de avioane a crescut cu 80%; iar timpul de producere a submarinelor pentru marina de război s-a redus de la un an la  două luni. Producția continuă să crească până la mijlocul lui 1944, apte de a furniza echipament pentru 270 divizii armate, cu toate că Wehrmachtul avea doar 150 de divizii în teatrele de operațiuni.
În ianuarie 1944, Speer s-a îmbolnăvit cu complicații de la un genunchi inflamat și a lipsit de la minister timp de trei luni. Pe durata absenței lui rivalii săi politici, în principal Goering și Martin Bormann, au încercat să acapareze în mod definitiv unele puteri ale lui Speer. Conform lui Speer, șeful SS Heinrich Himmler a încercat chiar să-l izoleze fizic prin folosirea medicului său personal, Karl Gebhardt, ca să-l trateze pe Speer,  deși „îngrijirea” acordată nu a ameliorat starea lui Speer. Soția și apropiații lui Speer au aranjat ca tratamentul să fie făcut de către prietenul lui, Dr. Karl Brandt, iar Speer și-a revenit încet. În aprilie rivalii la puterea lui Speer au reușit să-l deposedeze de responsabilitatea asupra construcțiilor iar Speer i-a trimis cu amărăciune imediat o scrisoare lui Hitler, încheind-o cu oferta sa de demisie. Apreciind că Speer era de neînlocuit pentru efortul de război, feldmareșalul Erhard Milch l-a convins pe Hitler să îl reconsidere pe Speer ca ministru. Hitler l-a trimis pe Milch la Speer, asigurându-l pe acesta de înalta sa apreciere. În conformitate cu cele expuse de Milch, Speer, la auzul acestora, a răbufnit: „Fuehrer-ul poate să mă pupe în fund!” După o discuție îndelungată Milch l-a convins pe Speer să-și retragă oferta de demisie cu condiția restabilirii prerogativelor sale. Pe 23 aprilie 1944 Speer a avut o întrevedere cu Hitler care a fost de acord ca lucrurile să rămână așa cum     fuseseră. Speer va rămâne la conducerea tuturor construcțiilor în Germania. Conform lui Speer, deoarece el a avut succes în această dezbatere, Hitler a câștigat și el, „deoarece el m-a dorit de partea lui și m-a avut”.

### Pierderea războiului

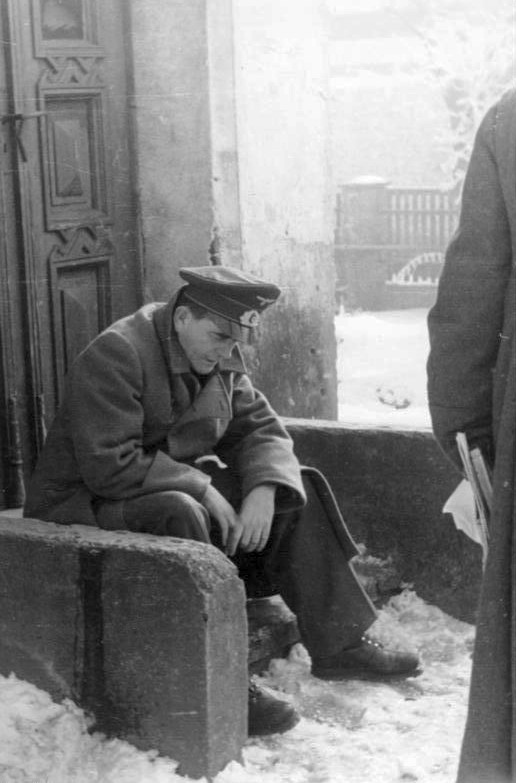

Numele lui Speer a fost inclus pe lista unui guvern de după Hitler imaginată de conspiratorii din spatele atentatului de asasinare a lui Hitler de la 20 iulie 1944. Lista avea un semn de întrebare și o notă „va fi obținut” alături de numele lui ceea ce e probabil că l-ar fi salvat de execuție după eșecul atentatului.
Până în februarie 1945, Speer, care a ajuns de mult timp la concluzia că războiul va fi pierdut, a lucrat să aprovizioneze zonele pe cale de a fi ocupate cu alimente și materiale pentru a le ajuta în aceste timpuri grele. Pe data de 19 martie 1945, Hitler a emis „decretul Nero”, prin care se dispunea politica pământului pârjolit în Germania și teritoriile ocupate. Prin ordinul lui Adolf Hitler, prin termenii acestuia, Speer era lipsit de orice putere de a aplica decret, și Speer a mers să se confrunte cu Hitler, spunându-i că războiul a fost pierdut. Hitler i-a dat lui Speer 24 de ore să-și reconsidere poziția sa, și când cei doi s-au întâlnit în ziua următoare, Speer a răspuns, "Eu stau necondiționat în spatele tău.”. Cu toate acestea, el a cerut puterea exclusivă de a pune în aplicare ,,decretul Nero”, și Hitler a semnat un ordin în acest sens. Folosind acest ordin, Speer a lucrat pentru a convinge pe generali și pe gauleiteri să se sustragă decretului Nero, pentru a evita sacrificiul inutil de oameni și distrugerea industriei, necesară după război.

Speer a reușit să ajungă la o zonă relativ sigură lângă Hamburg după ce regimul nazist s-a prăbușit în cele din urmă, dar a decis să facă o ultimă vizită riscantă lui Hitler la Berlin. Speer a declarat la Nürnberg, „am simțit că datoria mea nu era să fug ca un laș, ci să-i fac față din nou.". Speer a vizitat Führerbunkerul pe 22 aprilie. Hitler părea calm și oarecum distras, iar cei doi au avut o lungă conversație, în care dictatorul și-a apărat acțiunile sale și l-a informat pe Speer de intenția sa de a se sinucide și de a arde corpul său. În ediția publicată a volumului ,,În interiorul celui de-al treilea Reich”, Speer relatează că el a mărturisit lui Hitler că el a sfidat decretul Nero, dar apoi l-a asigurat pe Hitler de loialitatea sa, aducând lacrimi în ochii dictatorului. Biografa lui Speer, Gitta Sereny, a scris 
„Este posibil ca, din punct de vedere psihologic, acesta să fi fost modul în care și-a adus aminte de ocazie, pentru că a fost modul în care el ar fi vrut să se comporte, și modul în care i-ar fi plăcut lui Hitler să reacționeze. Dar de fapt aceasta nu s-a întâmplat; martorul nostru pentru acest lucru este Speer însuși.”
 Sereny continuă, constatând că în proiectul inițial al lui Speer îi lipsește mărturisirea și reacția cu lacrimi a lui Hitler, și conține un refuz explicit că orice mărturisire sau schimb emoțional a avut loc, după cum a fost invocată într-un articol dintr-o revistă franceză.
În dimineața următoare, Speer a părăsit Führerbunkerul, cu Hitler spunând un tăios rămas bun. Speer a vizitat deprimat Cancelaria pentru ultima oară înainte de a pleca de la Berlin pentru a reveni la Hamburg. Pe 29 aprilie, cu o zi înainte de sinuciderea lui, Hitler a pregătit testamentul său politic final. Acest document îl exclude pe Speer din Cabinet și a precizat că Speer avea să fie înlocuit de subordonatul lui, Karl-Otto Saur.

## Procesul de la Nürnberg

După moartea lui Hitler, Speer și-a oferit serviciile așa-numitului Guvern Flensburg, condus de succesorul lui Hitler, Karl Doenitz, având un rol important în acel regim de scurtă durată. Americanii s-au prezentat pe data de 15 mai și l-au întrebat pe Speer dacă dorește să furnizeze informații cu privire la efectele războiului aerian. Speer a consimțit și, în decursul următoarelor câteva zile, a furnizat informații asupra unui domeniu larg de subiecte. Pe data de 23 mai, la două săptămâni după predarea trupelor germane, aliații i-au arestat pe membrii Guvernului Flensburg și au declarat încetarea formală a existenței Germaniei naziste.
Speer a fost dus și interogat în câteva centre de internare pentru oficialii naziști. În septembrie 1945 i s-a comunicat că va fi judecat pentru crime de război iar după câteva zile a fost transportat și închis  la Nürnberg. Speer a fost inculpat cu toate cele patru capete de acuzare posibile: (i) participarea într-un plan comun sau într-o conspirație pentru realizarea de crime împotriva păcii; (ii) planificarea, inițierea și finanțarea războiului de agresiune și alte crime împotriva păcii; (iii) crime de război; (iv) crime împotriva umanității. În cele din urmă a fost condamnat doar pentru crime împotriva umanității și  crime de război.

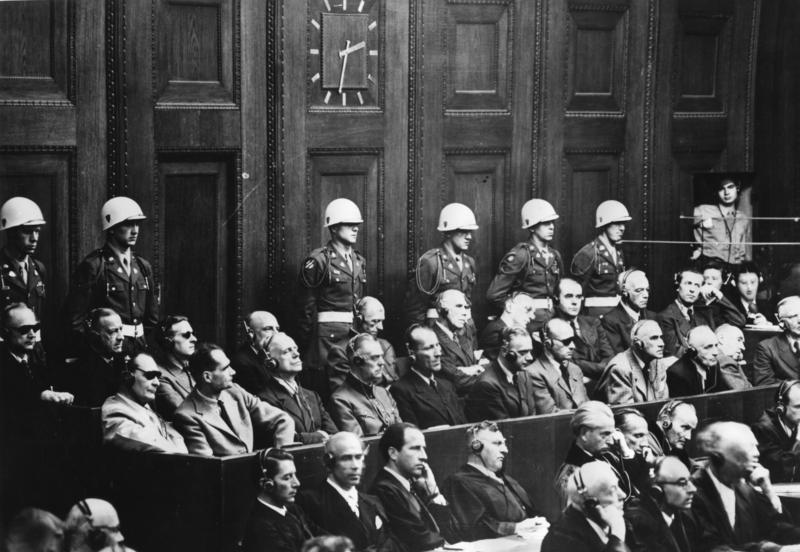

Robert Jackson, șeful procurorilor Curții Supreme de Justiție din S.U.A. a afirmat: 
„Speer s-a alăturat planificării și îndeplinirii planului de hărțuire a prizonierilor de război și a muncitorilor străini în industria de război germană, care au fost epuizați de muncă și au murit de foame.”
 Avocatul lui Speer, dr. Hans Flaeschner, l-a prezentat pe Speer ca pe un artist aruncat în viața politică, care a rămas întotdeauna ca un non-ideolog și căruia Hitler i-a promis că după război se va putea întoarce la arhitectură. În timpul mărturiei sale Speer a acceptat responsabilitatea pentru acțiunile regimului nazist:
„În viața politică, există o răspundere personală a fiecărui individ. Pentru asta el este, desigur, complet răspunzător. Dar dincolo de asta există o răspundere colectivă când el a fost unul dintre conducători. Cine altcineva ar putea fi făcut răspunzător pentru desfășurarea evenimentelor dacă nu cei mai apropiați Șefului Statului?”
Un observator la judecată, ziaristul și autorul William L. Shirer, a scris că, în comparație cu ceilalți inculpați, „Speer a făcut cea mai bună impresie dintre toți și, pe parcursul lungii judecăți, el a vorbit onest, fără să încerce să își micșoreze răspunderile și vina personală”. Speer a mărturisit de asemenea că a plănuit să-l ucidă pe Hitler la începutul lui 1945 aruncând o canistră cu gaz otrăvitor în sistemul de admisie a aerului în buncăr. El a spus că eforturile sale au fost zădărnicite de către un zid înalt care fusese ridicat în jurul gurii de intrare a aerului. Speer și-a motivat acțiunea pe baza disperării cînd și-a dat seama că Hitler intenționa să tragă întregul popor german după el. Presupusul plan de asasinare conceput de Speer a fost întâmpinat ulterior cu scepticism, rivalul în arhitectură al lui Speer, Hermann Giesler, luându-l în derâdere pe acesta, a zis „ al doilea cel mai puternic om în stat nu a avut o scară!”.
Speer a fost găsit vinovat de crime de război și de crime împotriva umanității, fiind achitat de celelalte două capete de acuzare. Pe data de 1 octombrie 1946 a fost condamnat la executarea a 20 de ani de închisoare. Trei dintre cei opt judecători – doi sovietici și un american, au cerut inițial pedeapsa cu moartea, dar ceilalți judecători nu au cerut-o și a fost emisă o sentință „după discuții care au durat două zile și negocieri foarte dure.”.
Sentința curții menționează că:
„În etapele de încheiere a războiului, Speer a fost unul dintre puținii oameni care au avut curajul să-i spună lui Hitler că războiul era pierdut, luând măsuri ca să prevină distrugerea fără rost ale instalațiilor de producție atât în Germania cât și în teritoriile ocupate. El și-a afirmat opoziția față de programul „Pământ  pârjolit” prin sabotări intenționate cu un risc personal considerabil.”
Doisprezece dintre acuzați au fost condamnați la pedeapsa cu moartea (incluzând-l pe Bormann, in absentia) iar trei au fost achitați; numai șapte au fost condamnați la pedeapsa cu închisoarea. Ei au rămas în celule la Nürnberg până când aliații aveau să decidă locul lor exact de încarcerare.

## Perioada detenției
Pe data de 18 iulie 1947, Speer și alți șase prizonieri, toți foști demnitari ai regimului nazist, au fost transportați sub pază strictă de la Nürnberg la Berlin. Prizonierii au fost întemnițați la închisoarea Spandau din Sectorul britanic, care avea să fie inclus în Berlinul de Vest. La închisoare ei au fost numerotați, Speer primind Nr. Cinci. La început condamnații au fost ținuți izolați, ei având doar o jumătate de oră pe zi de contact uman, dar nu li s-a permis să se adreseze unul altuia sau către gardieni. Cu timpul acest regim strict a fost relaxat, mai ales în cele trei din patru luni în care vesticii erau la control - cele patru puteri învingătoare exercitau controlul prin rotație. Speer s-a considerat un proscris printre deținuți deoarece și-a acceptat răspunderea la Nürnberg.
Speer a făcut un efort să folosească la maximum timpul. Scria: „Mă obsedează ideea de a folosi timpul pe durata detenției pentru a scrie o carte importantă.” Asta ar fi transformat celula de închisoare într-o vizuină de savant. Deținuților le-a fost interzis să își scrie memoriile iar corespondența le-a fost limitată și cenzurată foarte strict. Speer a fost capabil totuși să lucreze la scrierile sale, circa 20.000 de file fiind trimise la Wolters. În 1954 Speer și-a finalizat transcrierea memoriilor care au devenit baza volumului „În interiorul celui de-al treilea Reich” și pe care Wolters a reușit să-l transcrie în 1100 de pagini dactilografiate și să obțină hârtie din exterior. Numeroasele lui scrisori către copiii săi, toate transmise în secret, au format baza pentru ,,Spandau: Jurnalele secrete”.
Având schița memoriilor finalizată și transmisă clandestin, Speer a căutat un nou proiect. A găsit unul în timp ce-și făcea exercițiul zilnic, mergând în cerc prin curtea închisorii; măsurând cu grijă distanța aleii a parcurs distanța de la Berlin la Heidelberg. Mai apoi el a extins ideea într-o călătorie în jurul lumii, vizualizând locurile pe care le „parcurgea” în timp ce umbla pe aleea din curtea închisorii. Speer a cerut ghiduri și alte materiale prin care își imagina pe unde trecea, astfel încât să aibă o imagine cât mai corectă despre acele locuri. Apoi calcula cu meticulozitate fiecare metru parcurs și îl suprapunea peste harta lumii; a început în nordul Germaniei, trecând prin Asia pe o rută sudică, înainte de intrarea în Siberia, apoi traversând strâmtoarea Bering și continuând spre sud, terminând de executat pedeapsa la 35 km sud de Guadalajara, în Mexic!
Speer a dedicat mult timp și energie lecturii. Deținuții își aduseseră câteva cărți cu ei, căci închisoarea Spandau nu avea bibliotecă, astfel că biblioteca municipală Spandau le trimitea cărți. Din 1952 deținuții au putut să-și comande cărțile la biblioteca centrală din Berlin, situată în cartierul Wilmersdorf. Speer era un cititor înfocat, citind cu mult peste 500 de cărți doar în primul an de detenție la Spandau. A citit romane clasice, jurnale de călătorie, cărți despre Egiptul antic și biografii ale unor personalități precum Lucas Cranach, Friedrich Preller și Ginghis Han. Speer mergea în grădina închisorii cu plăcere, pentru exercițiu fizic, dar        în primul rând pentru ca să facă ceva util, în timp ce suferea blocajul scriitorului. I s-a permis să construiască o grădină ambițioasă, transformând ceea ce el a numit la început „o sălbăticie” în ceea ce comandantul american al închisorii a descris ca „Grădina Paradisului a lui Speer”.
Susținătorii lui Speer au cerut neîncetat eliberarea sa. Printre cei care au pledat pentru comutarea sentinței lui Speer au fost Charles De Gaulle, diplomatul american G. Ball, fostul Înalt Comisar al S.U.A. și fostul procuror de la Nürnberg H. Shawcross. Willy Brandt a fost un avocat neobosit al lui Speer, susținând mai întâi eliberarea acestuia, apoi trimițând flori fiicei lui în ziua eliberării din închisoare, și în cele din urmă încetând  procedurile de denazificare împotriva lui Speer, proceduri care ar fi dus la confiscarea proprietăților acestui fost lider nazist. Reducerea sentinței ar fi necesitat acordul celor patru puteri ocupante, dar sovieticii se opuneau cu încăpățânare unei asemenea propuneri. Speer și-a executat întreaga pedeapsă și a fost eliberat precis la miezul nopții de 1 octombrie 1966.

## Viața după eliberare

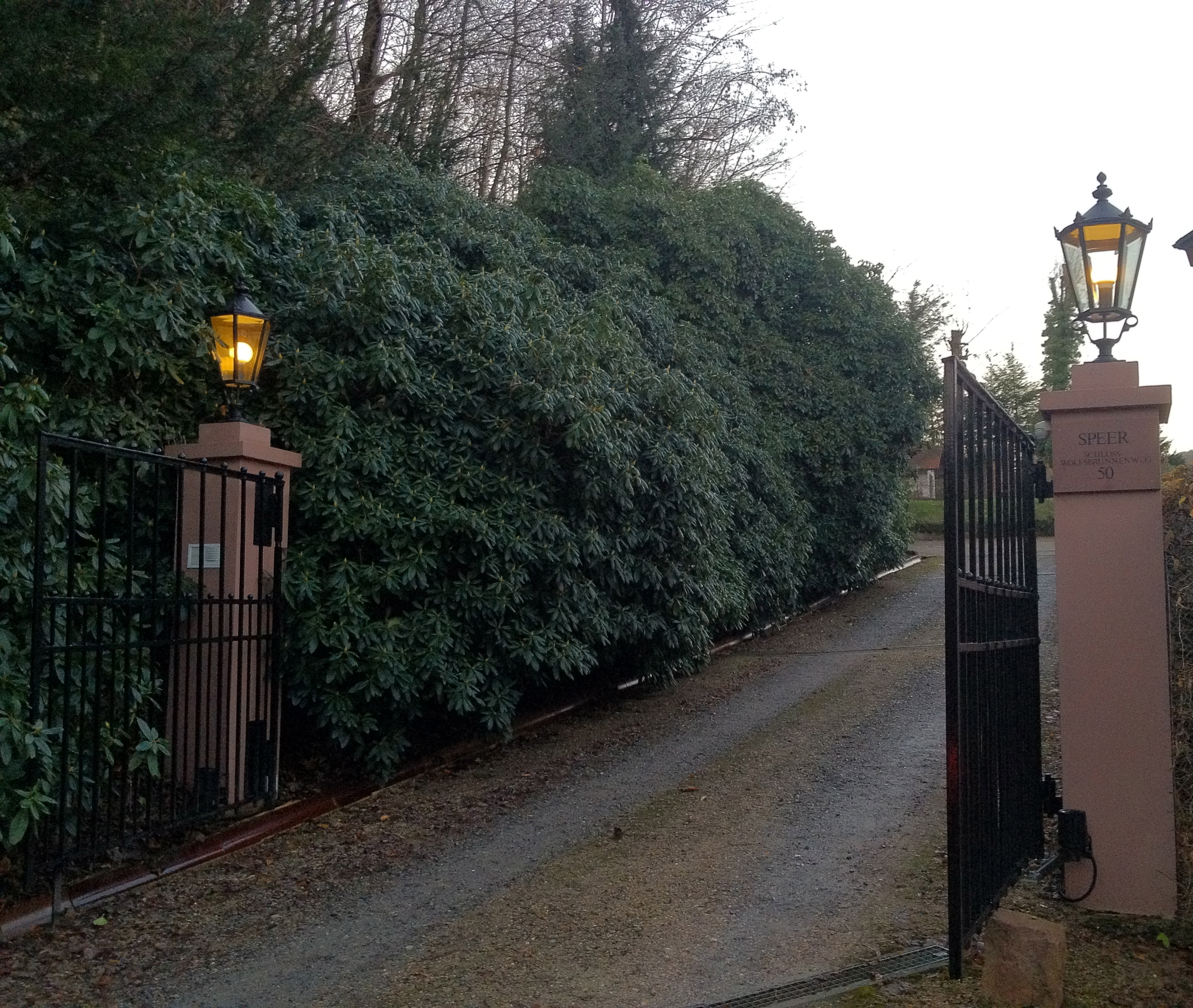
Intrarea în proprietatea lui Speer

Eliberarea din închisoare a lui Speer a fost un eveniment cunoscut în întreaga lume, reporterii și fotografii înghesuindu-se pe strada unde era situată intrarea în închisoarea Spandau, precum și în holul hotelului din Berlin unde Speer și-a petrecut primele ore de libertate după douăzeci de ani de detenție. Speer a declarat puține lucruri, păstrând majoritatea comentariilor pentru un interviu extins publicat în revista Der Spiegel din noiembrie 1966, în care a reafirmat responsabilitatea personală pentru crimele regimului nazist. Renunțând la planurile de a se întoarce la arhitectură (doi dintre partenerii probabili muriseră cu puțin timp înainte de eliberarea sa), el a revizuit scrierile sale de la Spandau,  publicând două cărți autobiografice, și ulterior publicând o a treia carte despre Himmler și SS. Cărțile sale, cea mai cunoscută ,,În interiorul celui de-al treilea Reich”(în germană ,,Erinnerungen” sau, ,,Amintiri”) iar cartea ,,Spandau; Jurnalele secrete” furnizează o privire unică și personală asupra personalităților erei naziste; aceste cărți au devenit valoroase pentru istorici. Speer a fost ajutat la finisarea lucrărilor sale de către Joachim Fest și Wolf Jobst Siedler de la editura Ullstein. Speer a fost incapabil să mai restabilească legătura cu copiii săi, chiar și cu fiul său, Albert Speer, Jr, care devenise arhitect. Fiica sa, Hilde, notează: ,,Una câte una surorile mele și frații mei au renunțat. Lipsea comunicarea.”
Ca urmare a succesului înregistrat de cărților sale, Speer a fost capabil să doneze o sumă considerabilă de bani pentru acțiuni caritabile pentru evrei. Conform lui Siedler, aceste donații erau circa 80% din drepturile sale. Speer a păstrat donațiile anonime de teama refuzului, precum și pentru ca să nu fie crezut ipocrit.
Când, la începutul lui 1953, Wolters a obiectat cu tărie ca Speer să se refere la Hitler în memoriile sale ca la un criminal, Speer a prezis că publicarea scrierilor sale îl va face să piardă „mulți dintre prieteni”. După publicarea cărții ,,În interiorul celui de-al treilea Reich”,    prieteni apropiați ai lui Speer cum ar fi Wolters și sculptorul Arno Breker s-au distanțat de el. Hans Baur, pilotul personal al lui Hitler, a zis că „Speer și-a pierdut orientarea”. Wolters a afirmat că Speer nu făcea acum decât să „umble în haine de sac împrăștiindu-și averea printre victimele nazismului, pierzând toate vanitățile și plăcerile vieții, trăind cu lăcuste și cu miere sălbatică”.
Speer s-a pus la dispoziția istoricilor și altor cercetători. În iunie 1971 a acordat un interviu extins pentru revista Playboy în care afirma „Dacă eu nu am văzut era pentru că nu am vrut să văd”. În octombrie 1973 Speer a efectuat prima sa călătorie în Marea Britanie deplasându-se la Londra sub un pseudonim pentru a fi intervievat la BBC în cadrul programului ,,Midweek” de către Ludovic Kennedy. La sosire a fost reținut pentru circa 8 ore pe aeroportul Heathrow când autoritățile britanice de emigrare i-au descoperit adevărata identitate. Secretarul de la Afacerile Interne, Robert Carr, a permis intrarea lui Speer în Marea Britanie pentru 48 ore. După opt ani de la prima emisiune BBC, venit în Marea Britanie pentru a participa la o altă emisiune BBC, Speer a suferit un accident vascular cerebral și a murit pe 1 septembrie 1981. Speer întreținea o  relație extraconjugală cu o femeie germană care locuia în Anglia și era cu ea, în camera lui de hotel, la momentul morții sale.

Până la sfârșitul vieții sale Speer a continuat să se întrebe în legătură cu acțiunile sale sub Hitler. În ultima sa carte ,,Der Sklavenstaat. Meine Auseinandersetzungen mit der SS”, el se întreba: 
„Ce s-ar fi întâmplat dacă Hitler mi-ar fi cerut să iau decizii de maximă duritate?... Cât de departe aș fi mers?... Dacă aș fi ocupat diferite funcții până la ce nivel aș fi ordonat atrocități dacă Hitler mi-ar fi spus să o fac?”
 Speer a lăsat aceste întrebări fără răspuns.

## Controverse

### Moștenire arhitecturală

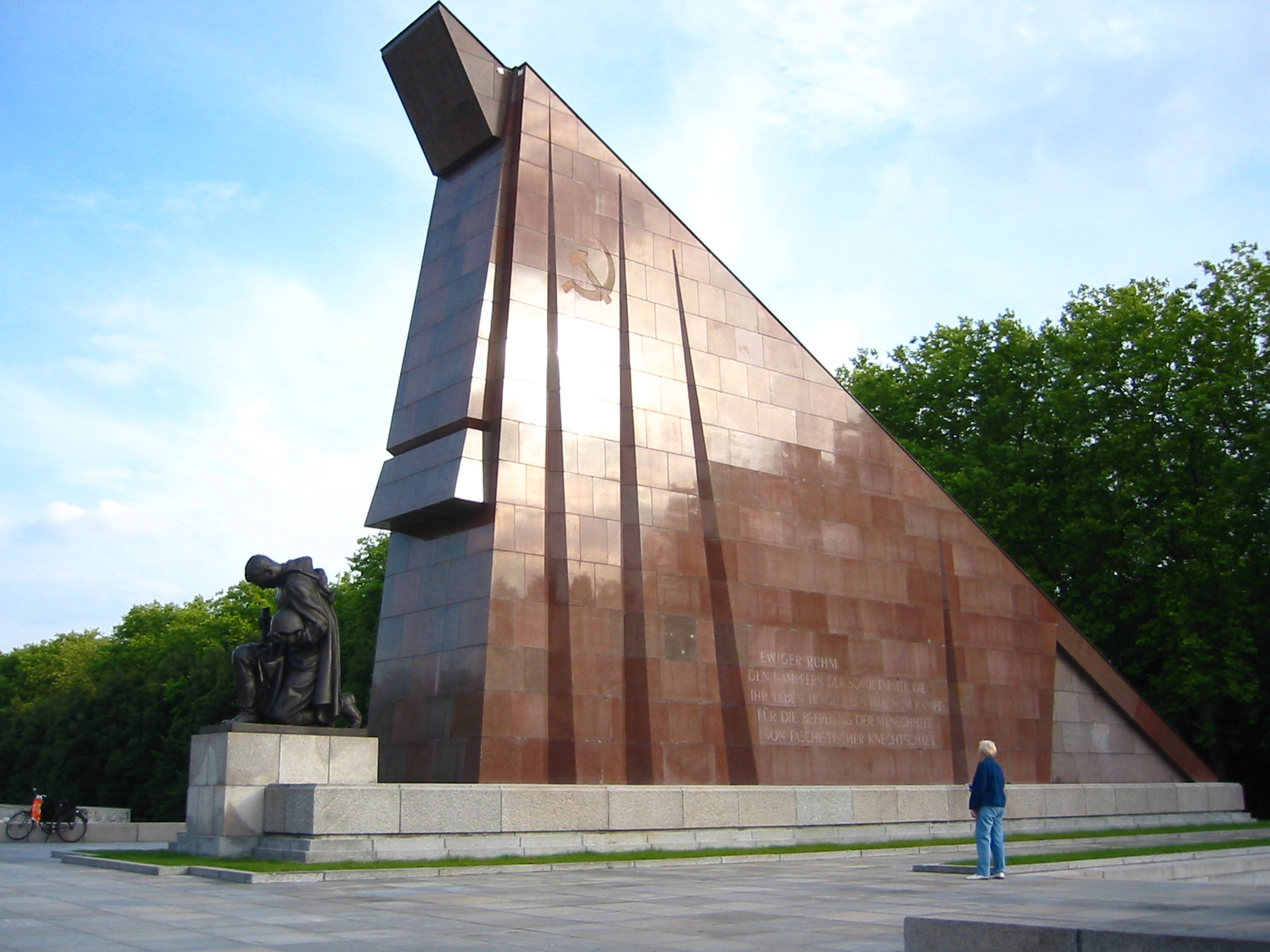

Puține din lucrările arhitecturale ale lui Speer au ajuns până la noi, altfel decât în planuri și fotografii. În Berlin nu s-a păstrat nici o clădire din epoca nazistă. Pe strada 17 Iunie s-au păstrat totuși un șir dublu de felinare. Tribuna stadionului Zeppelinfeld din Nuerenberg, parțial demolată, se mai poate vedea, totuși, și astăzi. Lucrarea lui Speer de la ambasada germană de la Londra se poate vedea la adresa Carlton House Terrace 7-9. Din 1967 aceasta a servit ca birouri ale Societății Regale. Lucrarea sa, din care au fost eliminate simbolurile naziste și a fost parțial acoperită de covoare a supraviețuit dar nu în totalitate.
O moștenire poate mai importantă a fost Arbeitsstab Wiederaufbau zerstörter Städte (Grupul de lucru pentru reconstrucția orașelor distruse) autorizată de Speer în 1943 pentru reconstruirea orașelor germane bombardate, pentru a le face mai locuibile în era automobilului. Condus de către Wolters, grupul a luat în calcul o înfrângere militară potențială. Recomandările Grupului au servit ca bază pentru reconstrucția postbelică a multor orașe iar membrii Grupului au devenit importanți factori ai reconstrucției.

### Acțiuni cu privire la evrei
Ca Inspector general al Construcțiilor Speer a răspuns de Departamentul Central pentru Reașezare. Începând din 1939 Departamentul, folosind Legile Nürnberg pentru evacuarea chiriașilor evrei de pe proprietățile ne-evreiești din Berlin pentru a face loc chiriașilor ne-evrei strămutați după demolări sau bombardamente. Circa 75.000 de evrei au fost strămutați pe baza acestor măsuri. Speer știa de aceste activități și cunoștea evoluția lor. Există cel puțin o notă de la Speer de acest gen, conform ,,Cronicii activității Departamentului”, păstrată de către Wolters.
După eliberarea sa de la Spandau, Speer a prezentat la Arhivele federale germane o versiune editată a Cronicii, din care Wolters a eliminat orice mențiune despre evrei. Când D. Irving a găsit discrepanțe între Cronica editată și alte documente Wolters i-a explicat situația lui Speer, acesta răspunzându-i că paginile relevante din Cronică ar trebui să înceteze să existe. Wolters nu a distrus Cronica și, pe măsură ce prietenia sa cu Speer s-a înrăutățit, a permis accesul la Cronică al doctorandului Matthias Schmidt -  care după obținerea doctoratului a dezvoltat teza în cartea sa ,,Albert Speer: Sfârșitul unui mit”. Speer a considerat acțiunea lui Wolters ca o „trădare” și ca un ,,pumnal înfipt în spate”. Originalul Cronicii a ajuns în arhive în 1983 după ce Speer și Wolters au murit.

### Cunoașterea Holocaustului
Speer a menționat la Nürnberg și în memoriile sale că nu avea cunoștință despre Holocaust. În cartea „În interiorul celui de-al treilea Reich” el scria că la mijlocul lui 1944 i s-a spus de către Hanke (la acea vreme gauleiter al Sileziei Inferioare) că ministrul nu ar trebui să accepte invitația de a vizita un lagăr de concentrare în vecinătatea Sileziei Superioare deoarece „el a văzut ceva ce nu îi este permis să descrie și nici nu ar fi putut să o facă”. Speer, mai târziu, a tras concluzia că Hanke vorbea despre Auschwitz și și-a reproșat că nu l-a întrebat mai insistent pe Hanke, sau să ceară informații de la Himmler sau Hitler.
„Aceste secunde (i.e., când Hanke îi relata acestea lui Speer, iar Speer nu cerea detalii) erau mereu în mintea mea când făceam declarația de la Curtea Internațională de la Nürnberg, aceea că fiind membru important al conducerii Reich-ului, am avut de asumat răspunderea totală pentru tot ceea ce s-a întâmplat. Din acel moment eram contaminat moral pentru totdeauna; de la frica de a găsi ceva care m-ar fi făcut să îmi schimb cursul, eu mi-am închis ochii… Deoarece am cedat la acel moment, eu simt până azi responsabilitatea pentru Auschwitz într-un mod personal.”

Multe controverse s-au iscat asupra cunoașterii (sau complicității) de către Speer a Holocaustului; s-au axat pe prezența în sală la Conferința de la Posen din 6 octombrie 1943 la care Himmler, în cuvântarea sa, le-a detaliat liderilor naziști desfășurarea Holocaustului. Himmler zicea: 
„Grava decizie ce trebuie luată este ca acest popor să dispară de pe fața pământului… În teritoriile pe care le ocupăm problema evreiască se va rezolva până la finele anului.”
Speer este indicat de câteva ori în discurs iar Himmler părea că i se adresa personal. În cartea „În interiorul celui de-al treilea Reich” Speer menționează interpelarea sa pentru oficiali (care avusese loc chiar în aceeași zi) dar nu menționează discursul lui Himmler.

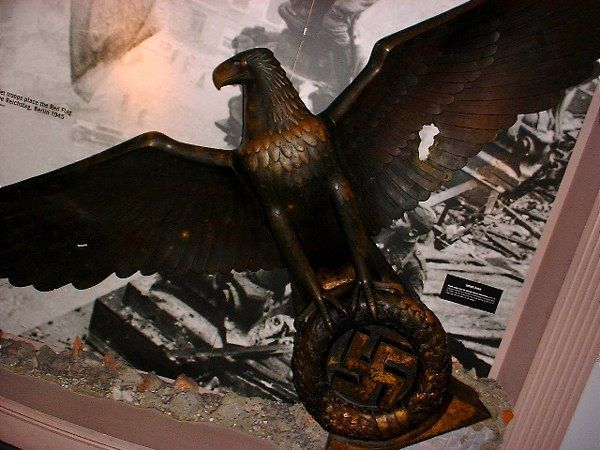
Vulturul de bronz de pe cancelaria lui Speer

În 1971 istoricul american Erich Goldhagen a publicat un articol susținând că Speer a fost prezent la discursul lui Himmler. După Fest în biografia lui Speer: „Acuzațiile lui Goldhagen cu siguranță au fost mai convingătoare” el nu a plasat presupusele declarațiile incriminatoare implicându-l pe Speer în Holocaust, între ghilimelele atribuite lui Himmler, care erau de fapt inventate de către Goldhagen. Ca răspuns, după cercetări aprofundate în Arhivele federale germane din Koblenz, Speer a zis că a părăsit Posen pe la amiază (cu mult înainte de discursul lui Himmler) pentru a pleca la cartierul general al lui Hitler de la Rastenburg. În cartea ,,În interiorul celui de-al treilea Reich”, publicată înaintea articolului lui Goldhagen, Speer amintește că în seara de după conferință, mulți oficiali ai Partidului Național-Socialist erau atât de beți încât aveau nevoie de ajutor ca să se îmbarce în trenul special care îi ducea la întâlnirea cu Hitler. Unul din biografii săi, Dan van der Vat, sugerează că asta implică în mod necesar că Speer trebuia să fie la Posen și că a asistat la discursul lui Himmler. Ca răspuns la articolul lui Goldhagen, Speer a pretins că în scrierea cărții ,,În interiorul celui de-al treilea Reich” el a comis o eroare raportând acel incident care s-a întâmplat tot la Posen dar mai târziu cu un an, adică în 1943.
În 2005 ziarul britanic Daily Telegraph a raportat că au apărut documente care indicau că Speer a aprobat alocarea de materiale pentru extinderea Auschwitzului după ce doi secretari ai săi au vizitat instalațiile într-o zi când fuseseră uciși aproape o mie de evrei. Aparent documentele poartă însemnările personale ale lui Speer. Biografa lui Speer, Gitta Sereny, afirma că datorită volumului de muncă, Speer s-ar fi putut să nu fie înștiințat de aceste activități.
Dezbaterea asupra cunoașterii (sau a complicității sale) de către Speer a Holocaustului îl face pe acesta un simbol pentru toți germanii  care au făcut parte din regimul nazist dar nu au făcut parte (sau se pretinde a nu fi făcut parte) din atrocitățile comise de regim. Așa cum observa regizorul Heinrich Breloer „Speer a creat o piață pentru oameni care ziceau  ”Credeți-mă, n-am știut nimic despre Holocaust. Doar priviți-l pe prietenul Fuehrer-ului, nici el nu știa.”.”.